# Racomitrium obtusifolium
Racomitrium obtusifolium là một loài Rêu trong họ Grimmiaceae. Loài này được (P. Beauv.) Brid. mô tả khoa học đầu tiên năm 1819.